# Република пијанаца
Република пијанаца  (Република вина) је сатирични роман Мо Јена из 1992. године. Роман истражује однос Кинеза и хране и пића и коментарише владину корупцију и ексцесе. На енглески га је превео Ховард Голдблат, а на српски Звонимир Баретић.

## Радња
Роман има две различите наративне нити, једна стандардне фикције која прати детектива, а друга низ писама између „Мо Јена“ - а и амбициозног аутора који је љубитељ његовог дела. Књига садржи десет поглавља; свако поглавље садржи неколико делова. Тема „детектив“ прати специјалног истражитеља Динг Гоуера, послатог у руралну Кину да истражи тврдње о канибализму. Нит „слова“ садржи писма која су разменили Ли Јитоу, амбициозни аутор, и „Мо Јен“, као и кратке приче које Ли Јитоу шаље „Мо Јену“. Како роман напредује, фокус се пребацује са стандардне наративне нити Динг Гоуер на нит Ли Јитоу / Мо Јен. Неки знакови се појављују у обе нити.
У овој сатири, писац нас води у измишљену провинцију савремене Кине, Земљу пића – у један покварен и нестварни свет испуњен древним празноверицама, гаргантуанским апетитима и надреалистичким догађајима.
Кад до власти стигну гласине да се чудан и неумерен гурманлук упражњава у главном граду Земље пића (назване тако због запањујућих количина алкохола које се у њој производе и конзумирају), из престонице шаљу прекаљеног полицијског инспектора Динга Гоуера да утврди истину.

## Ликови
- Динг Гоуер, специјални истражитељ
- Дама камионџија
- Заменик шефа Диамонт Ђин
- Ли Јитоу
- Мо Јен
- Црвени мали ђаво / човек са вагом
- Иуан Схуангиу, академски саветник Ли Иидоу и таст
- Ли Идоу - ташта
- Ју Јичх, патуљасти хотелијер

## Пријем
Роман Република пијанаца добила је готово једногласну похвалу западних књижевних критичара. Phillip Gabone  из The New York Times-а написао је: „ Република вина је фантастична постмодернистичка мешавина која посуђује елементе из кунг фу романа, детективских трилера, традиционалних кинеских прича о натприродном, америчког вестерна и магичне реалистичке фикције. Неки читаоци могу открити, како Мо каже за једну од студентских прича, да овај роман пати од „превише лабаве организације и релативног недостатка ауторске уздржаности“, али то се не може порећи у његовим супротстављањима стравичног и комичног, лирског и скатолошки, Мо се зафркава у кинеском постмаоовском реформском добу, истовремено пуштајући кључни криве за изгубљену душу своје земље. “  
Књижевни часопис Publishers Weekly похвалио је писање романа Мо Јена, да „обликује сложену, самосвесну наративну структуру пуну одјека и размишљања. Роман све више постаје фебрилнији у тону, са прожимајућим, упечатљивим сликама и дивљим маштовитим дигресијама које кумулативно откривају огроман опсег његове визије.  

## Издање на српском језику
Роман Република пијанаца на српском језику објавила је издавачка кућа "PortaLibris" 2013. године. Са кинеског језика роман је превео Звонимир Баретић.